# Morning Geyser
Morning Geyser est un geyser de type « fontaine » situé dans le Lower Geyser Basin dans le parc national de Yellowstone aux États-Unis.
Il fait partie de la zone Fountain Paint Pots, dominée par Fountain Geyser.
Lorsqu'il est actif, c'est le plus grand geyser de la zone Fountain Paint Pots, mais il est inactif la plupart des années.

## Éruptions
L'orifice de Morning Geyser se situe juste derrière Fountain Geyser, geyser fréquemment actif pouvant être vu depuis le sentier passant par la zone Fountain Paint Pots. La hauteur maximale de Morning peut atteindre 61 m et sa largeur maximale peut atteindre 31 m, bien que la plupart des éruptions soient plus petites. La durée d'une éruption est d'environ 30 minutes, mais il est déjà arrivé que certaines durent plus d'une heure. Les éruptions consistent en une succession de jets d'eau au lieu d'un flux constant, beaucoup commençant par une « blue bubble » (« bulle bleue ») similaire à celles observées chez Fountain Geyser. Morning entre parfois en éruption en même temps que Fountain, bien que la plupart des éruptions soient indépendantes.
On a enregistré ses premières éruptions en 1899 quand celui-ci était appelé « New Fountain Geyser »  (« nouveau Fountain Geyser ») en référence à Fountain Geyser du fait de sa proximité. Les éruptions ont été rares jusqu'en 1959, année du tremblement de terre de Hebgen Lake de 1959 (juste à l'extérieur du parc), qui a causé d'importants changements dans l'activité des sources de la zone Fountain Paint Pots. Morning a été relativement actif de 1991 à 1993, mais n'est ensuite entré en éruption que rarement jusqu'en 2012. Il s'est réactive cette année-là et ses éruptions ont été plus fréquentes fin 2012 et en 2013, avec des intervalles entre deux éruptions pouvant être de seulement 6 heures, bien que la plupart des intervalles variaient entre 11 heures et plusieurs jours. Aucune éruption n'a été enregistrée depuis octobre 2013.
Un geyser moins puissant, connu sous le nom « Morning's Thief » (« voleur de Morning »), entre en éruption depuis un orifice adjacent à celui de Morning. Il est fréquemment entré en éruption au cours des dix dernières années, et a été accusé de voler à Morning l'énergie nécessaire pour lui d'entrer en éruption, d'où son nom. Cependant, une éruption simultanée de Morning et Morning's Thief a été observée au cours de son ancien cycle actif en 2013.